# Сиресі
Сире́сі (рос. Сыреси, чув. Сыреç) — село у складі Поріцького району Чувашії, Росія. Адміністративний центр Сиресинське сільського поселення.
Населення — 505 осіб (2010; 650 у 2002).
Національний склад:
- мордва — 86 %